# Pierre, South Dakota

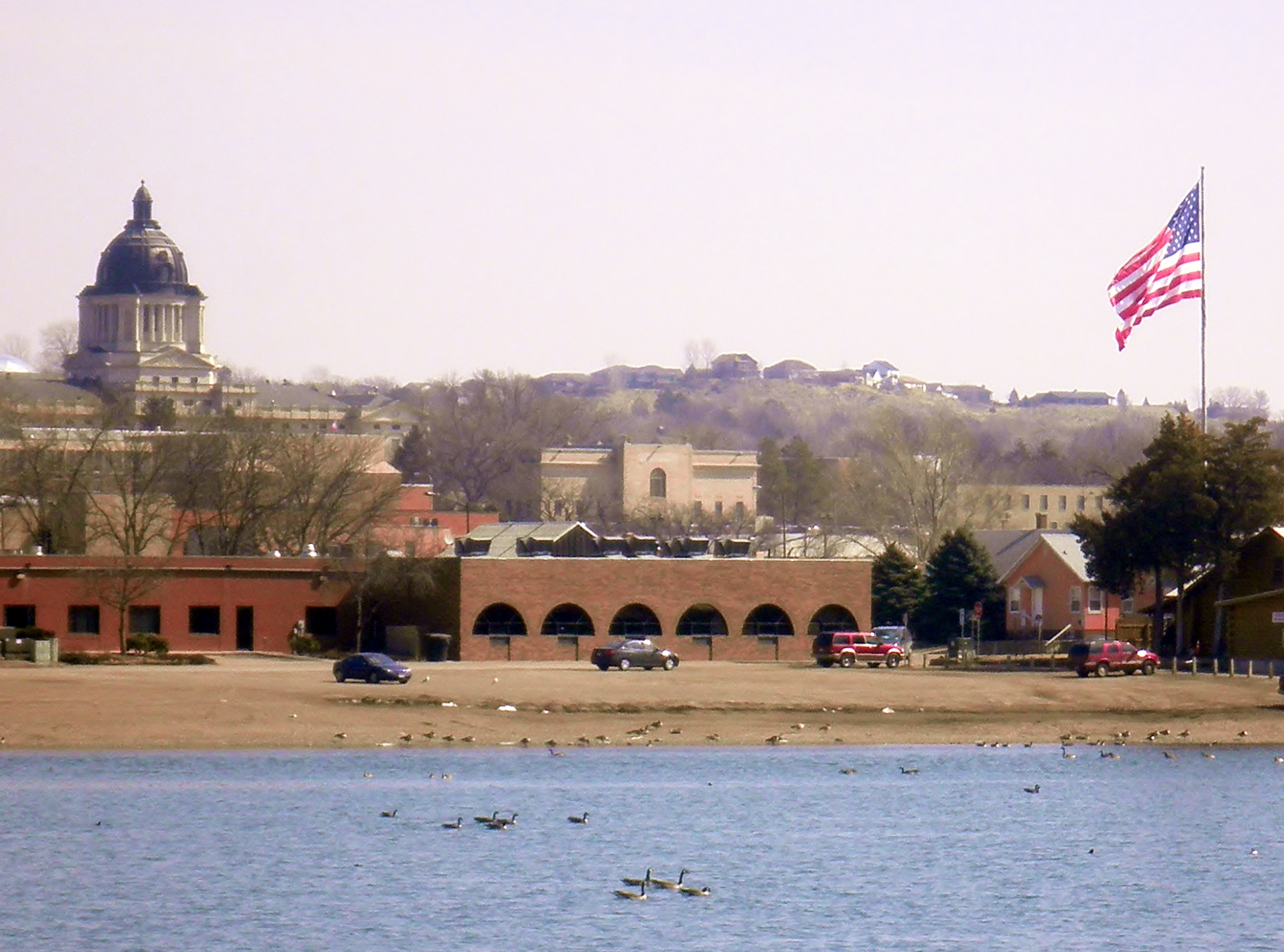
Staden, vid Missourifloden.

Pierre är huvudstad i den amerikanska delstaten South Dakota och administrativ huvudort (county seat) i Hughes County. Vid 2020 års folkräkning hade staden 14 091 invånare, och är den näst minst befolkade delstatshuvudstaden efter Montpelier i Vermont.
Staden grundades 1880 på Missouriflodens östra flodbank, mitt emot Fort Pierre. Pierre har varit delstatens huvudstad sedan 1889. Staden, som ligger mitt i South Dakota, är en stor transportknutpunkt. Capital Journal är den lokala tidningen i Pierre.

## Geografi
Enligt United States Census Bureau täcker staden en yta på 33,80 km², varav 0,05 km² utgörs av vatten.
Pierre ligger på branta klippor med utsikt över Missourifloden. Flera av dessa klippor är förstärkta med stenblock.
Klimatet i Pierre består av kalla, ibland hårda, vintrar och mycket varma till heta somrar. Medeltemperaturen i januari är −7,1 °C och i juli 23,8 °C. Den varmaste temperaturen någonsin uppmätt i Pierre var 47,2 °C, den 15 juli 2006. Den lägsta temperaturen (−37,2 °C) uppmättes den 9 februari 1994.

## Demografi
Vid folkräkningen 2020 hade Pierre 14 091 invånare och 6 140 hushåll. Befolkningstätheten var 418 invånare per kvadratkilometer. Av befolkningen var 78,79 % vita, 0,59 % svarta/afroamerikaner, 12,76 % ursprungsamerikaner, 0,85 % asiater, 0,03 % oceanier, 1,01 % från andra raser samt 5,98 % från två eller flera raser. 2,96 % av befolkningen var latinamerikaner.
Enligt en beräkning från 2019 var stadens medianinkomsten per hushåll $62 192 och medianinkomsten för en familj var $90 359. Omkring 13,8 % av invånarna levde under fattigdomsgränsen.

## Transport
Utöver de amerikanska motorvägarna som finns kring Pierre finns Pierre Regional Airport öster om staden, med flygningar till Denver i Colorado, Watertown i South Dakota och Brookings i South Dakota.
Den närmsta interstate-vägen är Interstate 90, belägen omkring 54,7 kilometer från Pierre via U.S. Highway 83.